# کلارکسویل سیتی (تگزاس)
کلارکسویل سیتی، تگزاس(به انگلیسی: Clarksville City, Texas) شهری در ایالت تگزاس از ایالات جنوبی ایالات متحده آمریکا است. در سرشماری سال ۲۰۰۰، جمعیت این شهر ۸۰۶ نفر اعلام شد.